# CHM (Dateiformat)
CHM (Compiled HTML Help, auch Compressed HTML Help oder Compiled Help Module(s)) ist ein Dateiformat der Firma Microsoft, das für Hilfedateien unter dem Betriebssystem Windows verwendet wird. Das zugehörige System zur Erstellung und Anzeige der Dateien wird HTML Help genannt.
CHM-Dateien sind komprimierte Archive, die wiederum verschiedene Dateien wie Hilfetexte im HTML-Format, Bilder oder auch JavaScript in kompilierter bzw. gepackter Form enthalten.
Bei dem Format handelt es sich um ein Microsoft-ITS-Dateiformat (InfoTech Storage) (ähnlich einem LZX-Archiv). In den Archiven sind neben den Hilfe-Dateien auch Metadaten gespeichert, welche die Struktur der angezeigten Dokumente beschreiben und die ein entsprechendes Anzeigeprogramm auswertet. Der Aufbau dieser Metadaten ist auf verschiedenen Internetseiten dokumentiert.
Viele E-Books sind im CHM-Format erhältlich.

## Geschichte
Das Format wurde mit Windows 98 eingeführt und löst das RTF-basierte WinHelp-Format ab.
Es diente als Basis des .lit-Dateiformates, eines Dateiformats für elektronische Bücher, das zugunsten des ebenfalls HTML-basierten Open eBook (Vorläufer von EPUB) wieder aufgegeben wurde.

## Software
CHM-Dateien werden mit dem kostenlos erhältlichen Microsoft HTMLHelp Workshop erstellt. Unter Microsoft Windows können CHM-Dateien auch mit dem Betrachter Sumatra PDF (ab Version 1.9) angezeigt werden. Für die Anzeige von CHM-Dateien unter Linux und weiteren nicht-Microsoft-Betriebssystemen existieren z. B. chmsee, xchm, chmviewer und libCHM, die z. B. mit Okular komfortabel genutzt werden können. Die Entwicklerbibliothek wxWidgets enthält Unterstützung zum Lesen von CHM-Archiven. Eine Konvertierung ins Portable Document Format (PDF) ist mit chm2pdf möglich.